# Pultenaea hartmannii
Pultenaea hartmannii är en ärtväxtart som beskrevs av Ferdinand von Mueller. Pultenaea hartmannii ingår i släktet Pultenaea och familjen ärtväxter. Inga underarter finns listade i Catalogue of Life.